# Vůznice
Vůznice je potok v Křivoklátské vrchovině, levostranný přítok řeky Berounky. Nejznámější a nejcennější úsek prochází pásem křivoklátských lesů nad Nižborem a je osou národní přírodní rezervace Vůznice. Celá délka toku spadá do CHKO Křivoklátsko.

## Průběh toku
Vůznice pramení v polích u obce Běleč na Kladensku. Podle základní vodohospodářské mapy se počátek toku nalézá severovýchodně od Bělče při silnici II/201 od Bratronic) v přibližné nadmořské výšce 445 m. Po průchodu Bělčí nabírá jižní směr, který bude zhruba sledovat po zbytek své cesty, a protéká chatovou osadou Pohodnice, ve které je do ní zaústěno několik stroužek z místních studánek. V tomto úseku byla v 80. letech zregulována do koryta z betonových panelů - po sérii lokálních povodní v 90. letech již zůstal takto upraven pouze úsek několika stovek metrů.
Na úrovni posledních chat osady vstupuje z otevřené krajiny do lesa a v tomto místě začíná na levém břehu národní přírodní rezervace Vůznice. Zde Vůznice protéká velmi členitým údolím s mnoha skalními ostrožnami, skalními výchozy, suťovými poli doprovázené velkými plochami původních listnatých lesů s výskytem velice vzácné fauny i flóry. Asi na 4. kilometru toku se nachází malebná zřícenina loveckého hrádku Jinčova, ke které vede po lesní cestě odbočka turisticky značené trasy. Ostroh hradu Jinčova obtéká zprava a obklopuje jej téměř plným úhlem. Od Jinčova se tok mírně stáčí k jihovýchodu, asi po 0,7 km přibírá zleva Benešův potok neboli Benešák vytékající z Benešova luhu (tento soutok na 50°1′52″ s. š., 13°59′34″ v. d. je nejjižnějším bodem okresu Kladno a zároveň trojmezím okresů). Odtud pak teče na jih k velkému lesnímu rybníku, který slouží coby velká zásobárna vody pro místní rybochovná zařízení, která se nachází v délce několika (odhadem asi 3 kilometry) kilometrů pod ním, mezitím přibírá další přítok zleva.
V posledním úseku potok (v délce cca 0,8 km) prochází pod silnicí II/116 Křivoklát/Lány–Nižbor, kde končí národní přírodní rezervace, obtéká sídlo místní rybochovné základny (bydliště porybného) tak aby posléze těsně u řeky vtekl do místní chatové osady, zde prochází pod železniční tratí Beroun–Rakovník a vlévá se v nadmořské výšce cca 230 m zleva do řeky Berounky.
Malebným údolím Vůznice vede od silnice Lány–Nižbor polní a lesní cesta, která je ale pro veřejnost zcela uzavřena, neboť na Vůznici se také, mimo jiné, nachází velké rybochovné zařízení určené pro chov pstruhů s mnoha rybníčky, sádkami a extenzivně sečenými loukami (výroba sena). Na horním toku Vůznice lze po turistické značce navštívit zajímavou zříceninu loveckého hrádku Jinčov. Potok Vůznice se nedaleko od Nižboru na řkm. 44,6 vlévá zleva do Berounky.

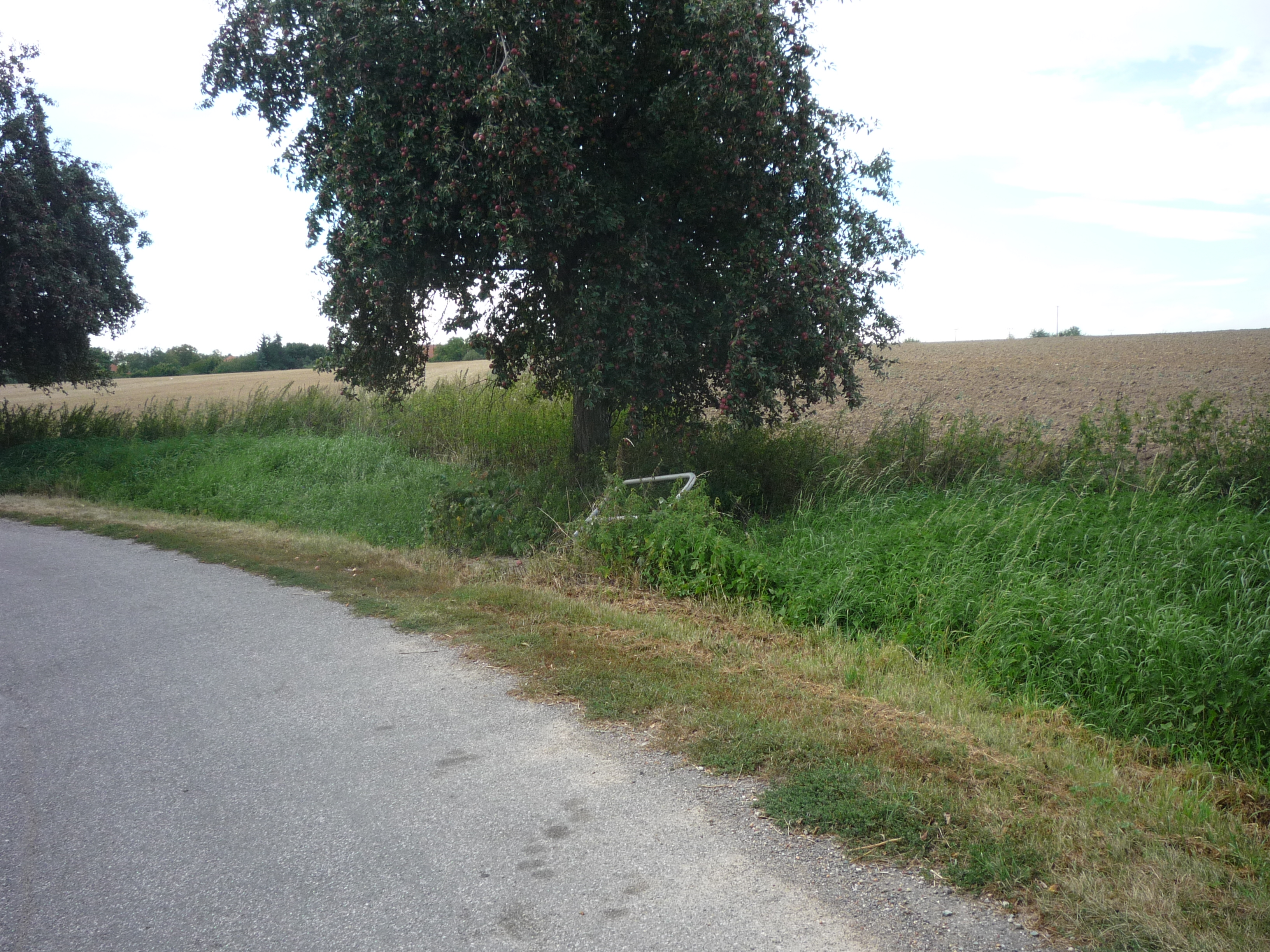
Pramen Vůznice u silnice II/201 mezi Bratronicemi a Bělčí
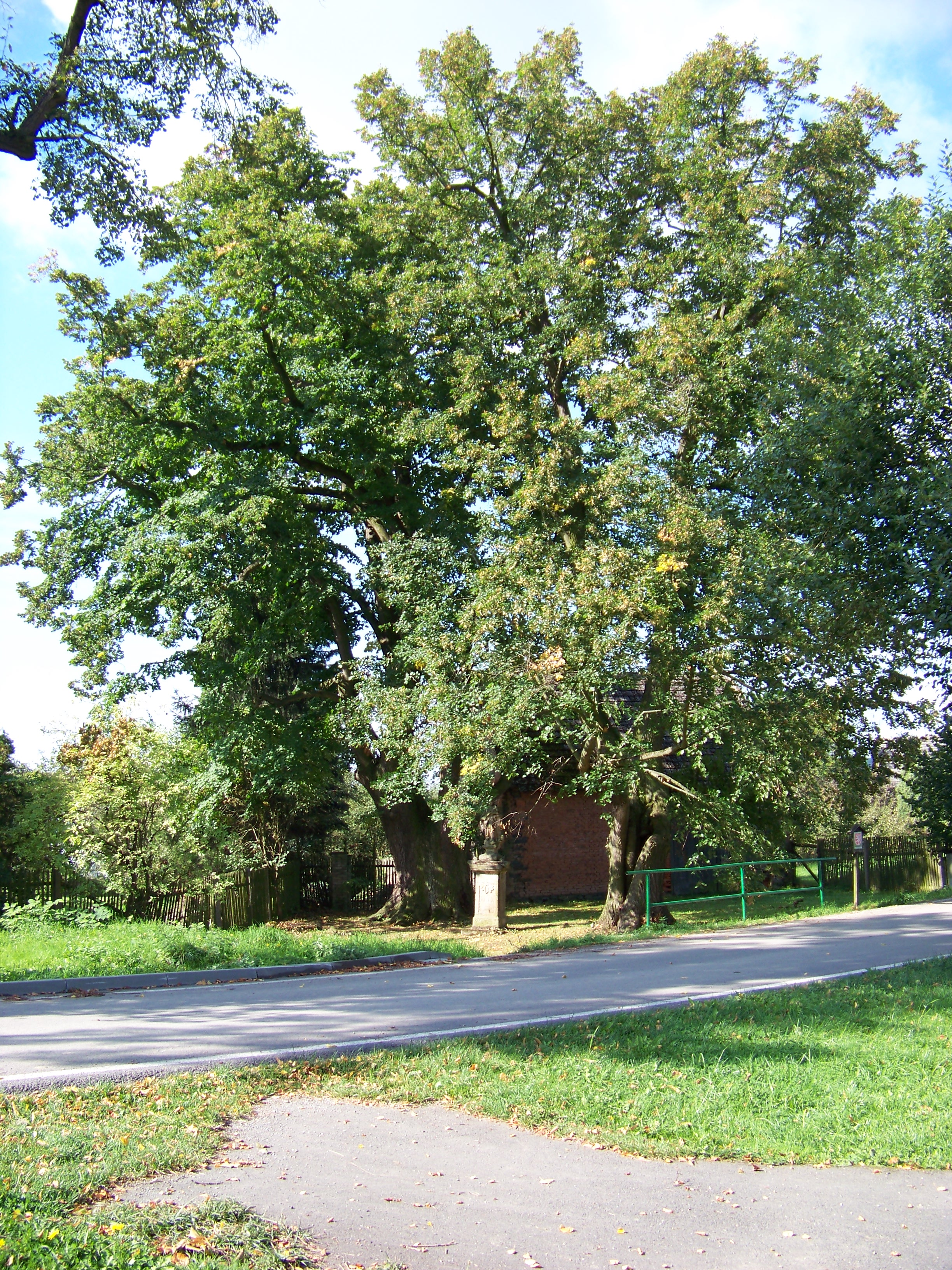
Památná lípa a socha svatého Jana Nepomuckého u mostu přes Vůznici v Bělči
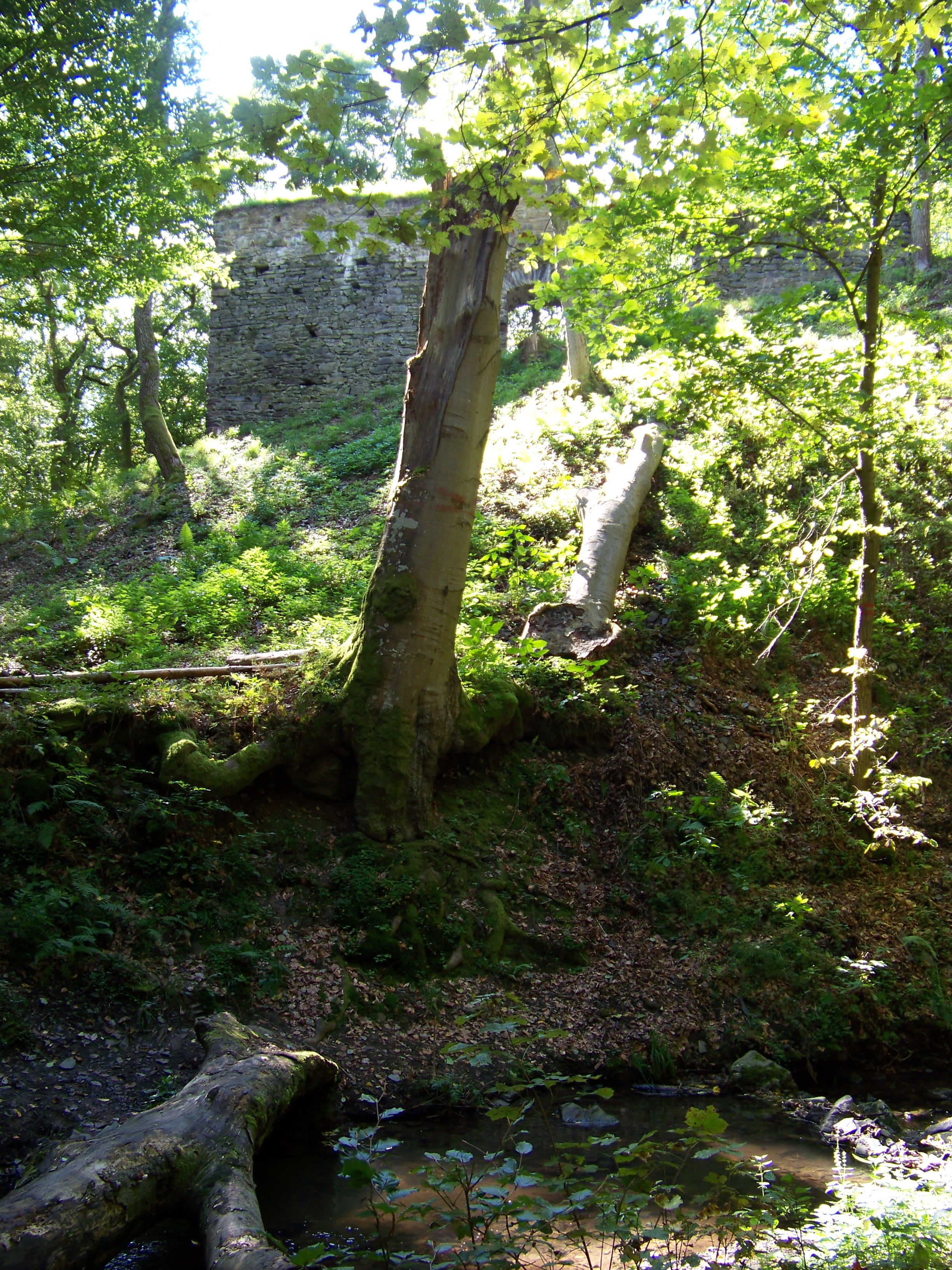
Vůznice u Jinčova
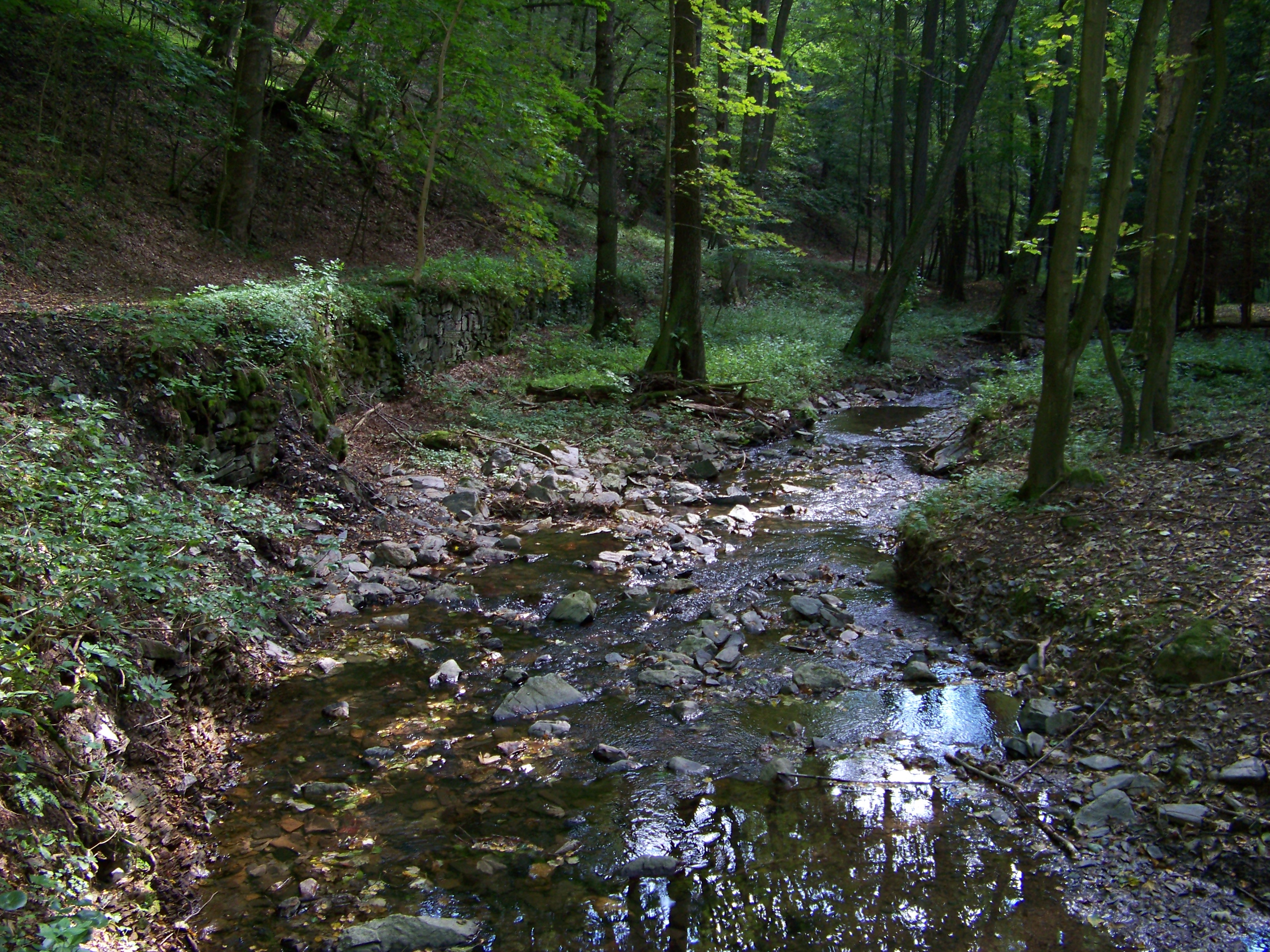
Vůznice nedaleko pod Jinčovem
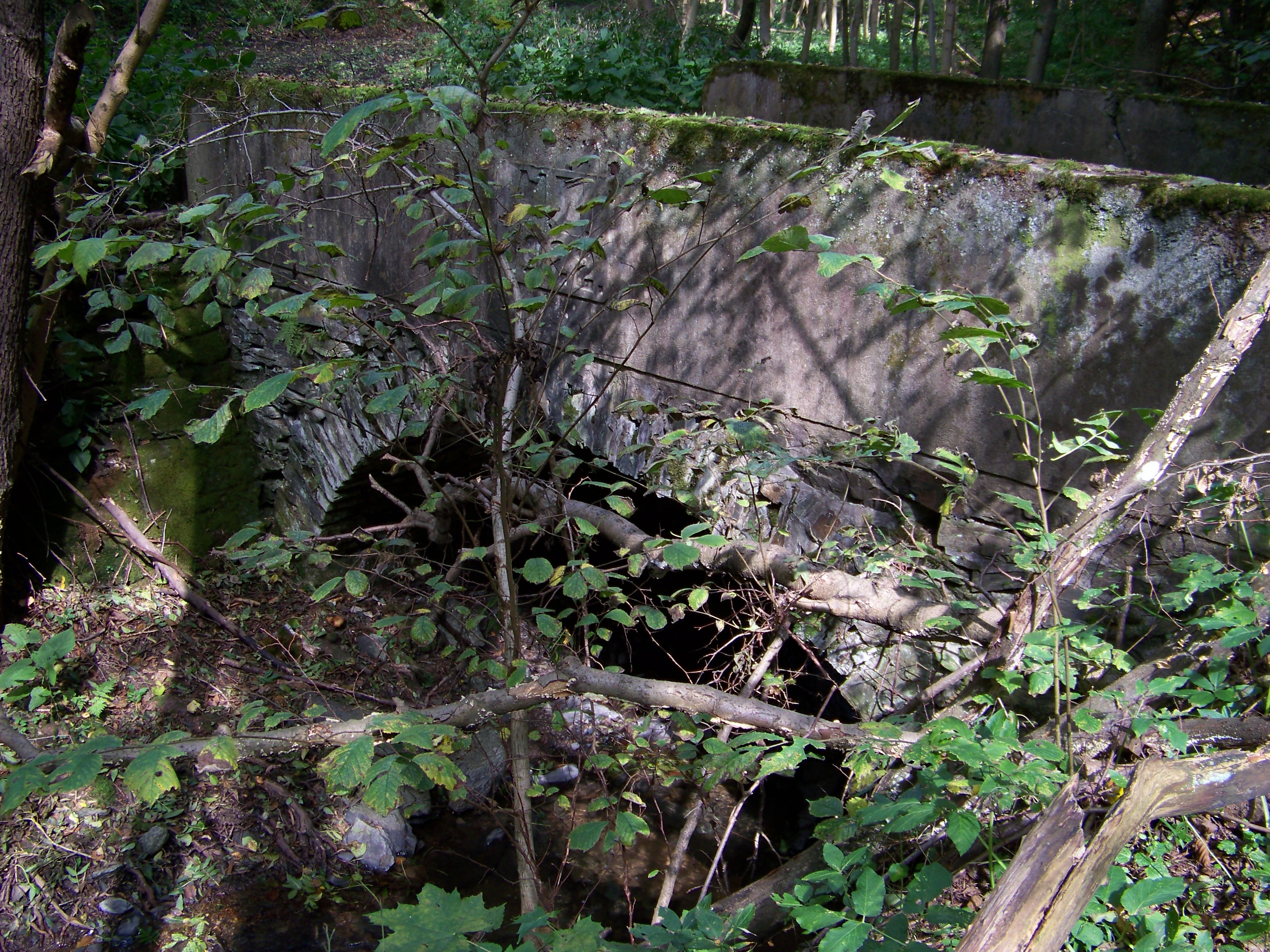
Můstek přes Vůznici těsně před soutokem s Benešákem
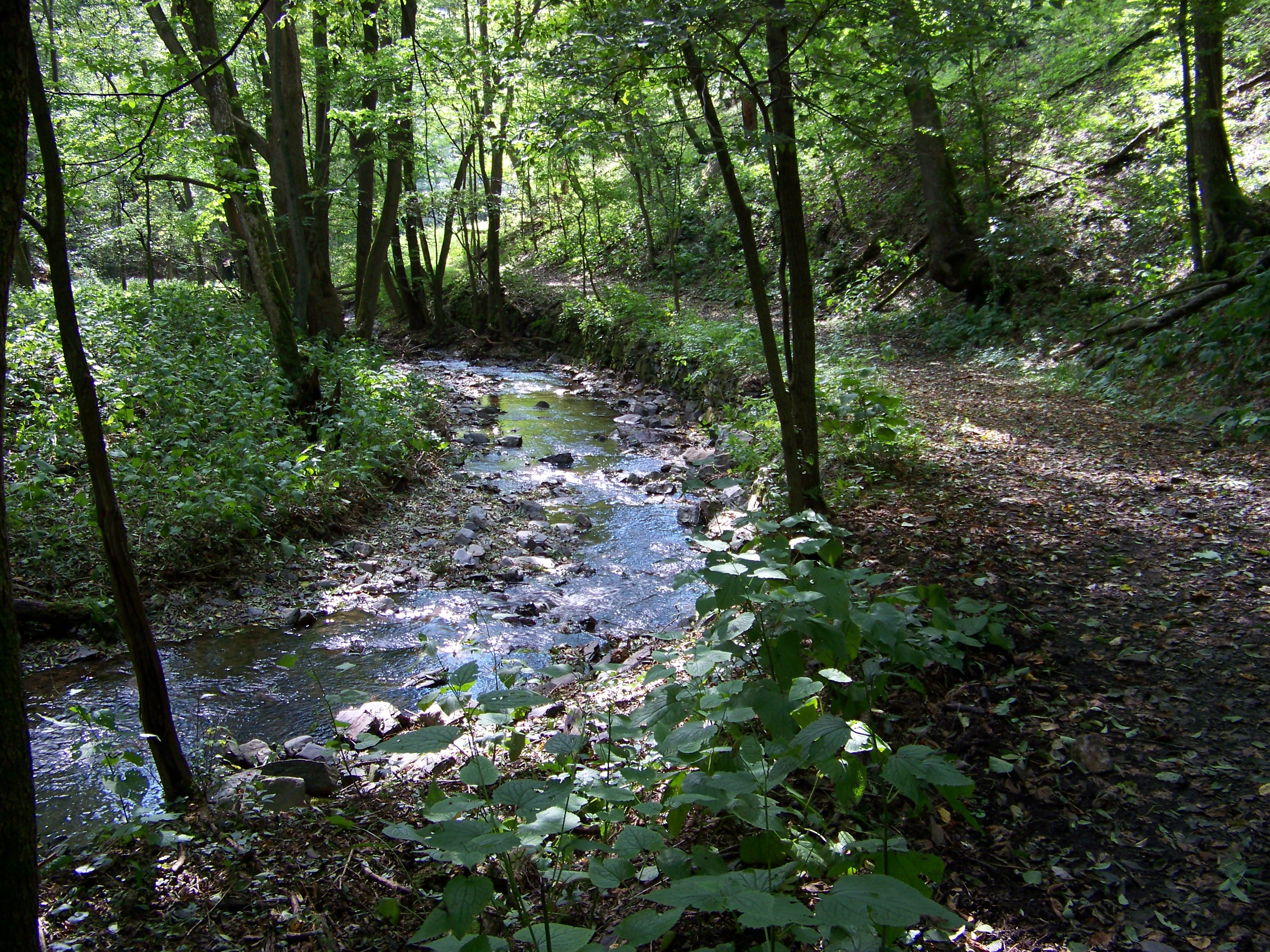
Vůznice pod soutokem s Benešákem
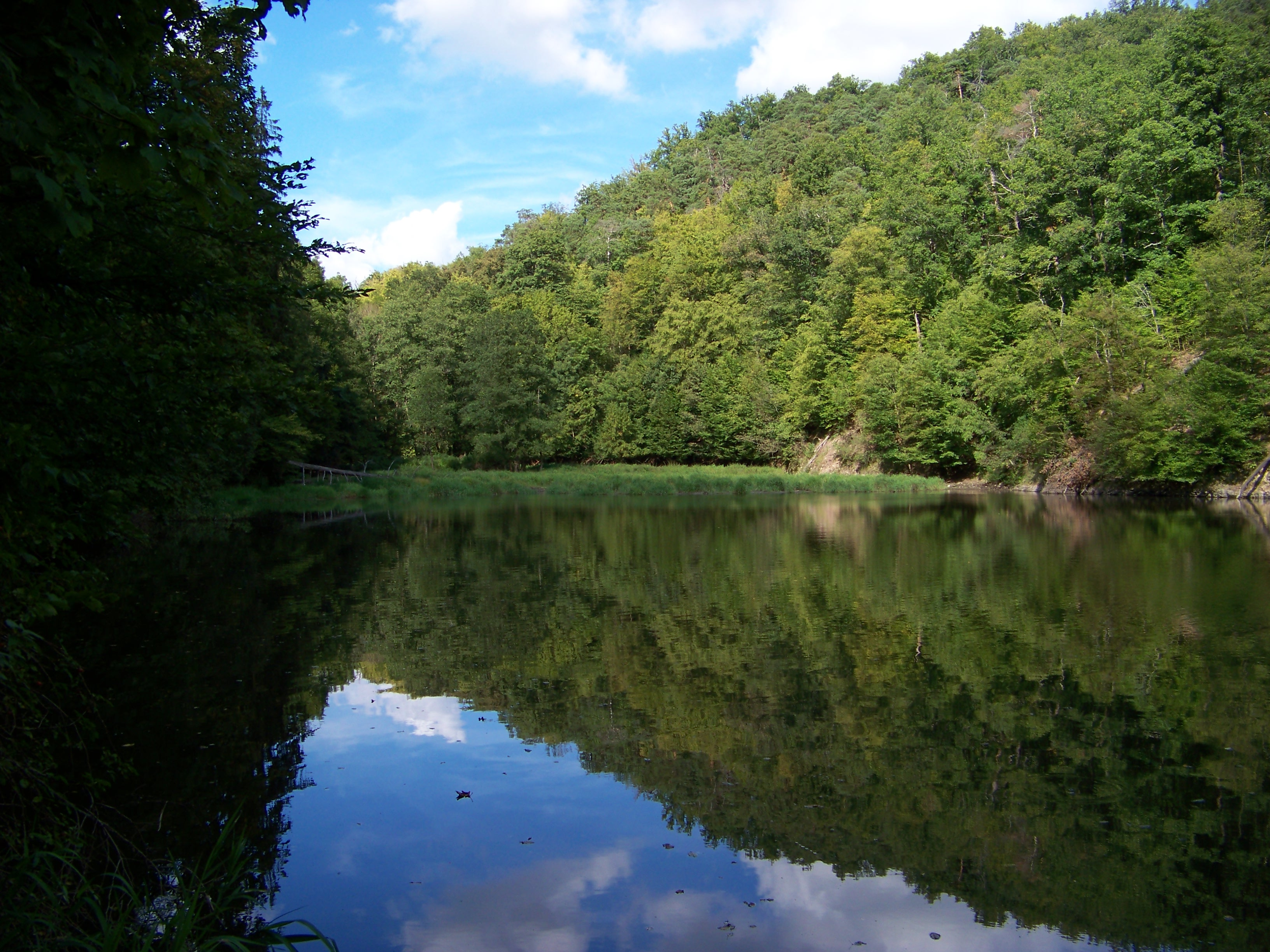
Rybník v NPR Vůznice

## Přítoky
- Studánky v Pohodnicích
- Benešův potok (Benešák)
- Pinvička